# Diocèse de São José dos Pinhais
Le diocèse de São José dos Pinhais (en latin, Dioecesis Sancti Ioseph Pinealensis) est une circonscription ecclésiastique de l'Église catholique au Brésil.
Son siège se situe dans la ville de São José dos Pinhais, dans l'État du Paraná. Créé en 2006, il est suffragant de l'archidiocèse de Curitiba et s'étend sur 7 172 km2.
Son évêque depuis 2017 est Mgr Celso Antônio Marchiori.